# Vasváry-Tóth Tibor
Vasváry-Tóth Tibor (Budapest, 1962. szeptember 26. –) magyar író, teológus, filozófus, könyvtáros, költő, zeneszerző

## Életpályája
Az Evangélikus Teológiai Akadémián végzett. Pályáját Párizsban kezdte (1980–1981); a Kérdőjel progresszív rock együttesben gitáros-énekes (1982); az Országos Fordító és Fordításhitelesítő Iroda munkatársa (1985); a Magyarországi Református Egyház Zsinati Irodájának kurátora (1988); hollandiai stúdiómunka (1989–1990); evangélikus lelkész Rákospalotán (1991); a Fővárosi Szabó Ervin Könyvtár és a Különleges Tudakozó tájékoztató könyvtárosa (1993).
A Yes Egyesület (Magyarországi Progresszív Zenei Képviselet) elnöke (1995); a Közel a peremhez lap szerkesztője, rockesztéta (1996); szakkönyvtáros (1998); egyiptomi utazás (2003–2004); tevékenységi területe: a rockzene, a magyar költészet, a magyar nyelv és a filozófiai teológia.
Összegyűjtötte és szerkesztette a magyar nép eredetével foglalkozó irodalom bibliográfiáját (Magyarságeredet) a kezdetektől a jelenkorig. A Yes együttesről írott könyve: Yes – A Rockzene Rendszere.

## Művei

### A Kérdőjel együttes lemezei
- Kérdőjel (1982)
- Túlzások (1983)
- Hagyaték (1991)
- Ne higgy (1992)

### Szólólemezek
- Boldogok (1988)
- Elidegenedés (1993)
- Kérdőjeles versek (1996)

### Könyvek
- Yes. A rockzene rendszere. Monográfia; Revelation, Bp., 1994
- Így rockoztok ti. Így írtok ti dalszöveget..., Bibliát és operát. Paródiák; Revelation, Bp., 1995
- És te és én végtelenül. A Nyugat (1995) verseskötet
- Napszó (1996)
- És Te És Én végtelenül, Az Észak (1996) verseskötet
- Dél (1997) verseskötet
- A mester gondolatai (1998)
- Kelet hervadt virágai (1998) verseskötet
- Vasváry-Tóth Tibor–Újvárossy-Nagy Krisztina: Emerson, Lake & Palmer. Monográfia; Revelation, Bp., 1999
- A Magyar (2001)
- Rock-együttesek diszkográfiái sorozat – The Beatles (2002)
- Rock-együttesek diszkográfiái sorozat – Yes (2003)
- Magyarságeredet (2004)
- Válogatott versek (2006)
- Magyar etimologia (2007)[3]